# Nobius dosangi
Nobius dosangi är en skalbaggsart som beskrevs av Akhmetova och Frolov 2008. Nobius dosangi ingår i släktet Nobius och familjen Aphodiidae. Inga underarter finns listade i Catalogue of Life.